# Follansbee
Follansbee és una població dels Estats Units a l'estat de Virgínia de l'Oest. Segons el cens del 2000 tenia 3.115 habitants.

## Demografia
Segons el cens del 2000, Follansbee tenia 3.115 habitants, 1.340 habitatges, i 911 famílies. La densitat de població era de 679,5 habitants per km².
Dels 1.340 habitatges en un 26,4% hi vivien nens de menys de 18 anys, en un 50,6% hi vivien parelles casades, en un 13% dones solteres, i en un 32% no eren unitats familiars. En el 29,2% dels habitatges hi vivien persones soles el 16,3% de les quals corresponia a persones de 65 anys o més que vivien soles. El nombre mitjà de persones vivint en cada habitatge era de 2,32 i el nombre mitjà de persones que vivien en cada família era de 2,86.
Per edats la població es repartia de la següent manera: un 21,3% tenia menys de 18 anys, un 7,4% entre 18 i 24, un 24,8% entre 25 i 44, un 26,2% de 45 a 60 i un 20,4% 65 anys o més.
L'edat mediana era de 43 anys. Per cada 100 dones de 18 o més anys hi havia 88 homes.
La renda mediana per habitatge era de 30.818 $ i la renda mediana per família de 37.679 $. Els homes tenien una renda mediana de 36.063 $ mentre que les dones 19.554 $. La renda per capita de la població era de 16.824 $. Entorn de l'11,6% de les famílies i el 12,8% de la població estaven per davall del llindar de pobresa.

## Poblacions més properes
El següent diagrama mostra les poblacions més properes.